# Rottersham
Rottersham ist ein Gemeindeteil des Marktes Ruhstorf an der Rott im niederbayerischen Landkreis Passau.

## Lage
Rottersham liegt an der Staatsstraße 2619 etwas nordöstlich von Ruhstorf an der Rott.

## Geschichte
In einer Passauer Tradition vom Anfang des 9. Jahrhunderts übergibt ein Ratolt seinen Besitz an der Rott an St. Stephan. 1259 hatte das Domkapitel an der Rott nachweisbar Besitz. Der Ort wird 1333 noch Rotoltzham geschrieben, was den Personennamen Ratolt beinhaltet. Noch im Konskriptionsjahr 1752, das Rottersham als zur Obmannschaft Ruhstorf im Amt v. Wald des Landgerichts Griesbach gehörend ausweist, war das Domkapitel Passau der bedeutendste Grundherr in Rottersham, aber auch das Kloster Vornbach war hier begütert. Seit der Gemeindebildung zu Beginn des 19. Jahrhunderts ist Rottersham ein Teil der Gemeinde Ruhstorf, jetzt Markt Ruhstorf an der Rott.
Der von großen landwirtschaftlichen Betrieben geprägte Ort ist die Heimat des langjährigen Präsidenten des Bayerischen und Deutschen Bauernverbandes Gerd Sonnleitner.

## Sehenswürdigkeiten
- Filialkirche St. Nikolaus. Das spätgotische Bauwerk enthält Stuckarbeiten von Johann Baptist Modler aus dem Jahr 1741.